# Dnešice
Dnešice település Csehországban, a Dél-plzeňi járásban. Dnešice Chlumčany, Přestavlky, Horní Lukavice, Oplot, Chotěšov, Dobřany, Přeštice, Soběkury, Stod és Vstiš településekkel határos. Lakosainak száma 927 fő (2024. január 1.).

## Népesség
A település lakosságának változását az alábbi diagram mutatja:
| Lakosok száma | 680  | 817  | 1168 | 986  | 773  | 761  | 821  | 847  | 821  | 927  |
|               | 1869 | 1890 | 1921 | 1950 | 1980 | 2001 | 2017 | 2019 | 2022 | 2024 |